# 江浙狗舌草
江浙狗舌草（学名：Tephroseris pierotii）是菊科狗舌草属的植物，为中国的特有植物。分布在中国大陆的福建、浙江、江苏等地，常生长在沼泽和潮湿处，目前尚未由人工引种栽培。